# Liga Meridana de Invierno 2018-19
La Temporada 2018-19 de la Liga Meridana de Invierno será la edición número 6. La fecha de inicio de la campaña será el sábado 27 de octubre, cuando el campeón Diablos de la Bojórquez reciba a los Senadores de la Morelos. El calendario regular constará de 20 juegos por equipo y deberá concluir el domingo 30 de diciembre.

## Cambios en la competencia
Para esta campaña se mantuvo el mismo sistema de competencia. Por lo que los cuatro primeros lugares calificaron a la postemporada. Las series de playoffs, iniciaron el sábado 9 de diciembre. La Serie Final el sábado 16 de diciembre. Todas las series de playoffs fueron a ganar 2 de 3 juegos posibles.

## Equipos participantes
| Liga Meridana de Invierno 2018-19 |           |                  |                                                                        |
| Equipo                            | Fundación | Mánager          | Estadio                                                                |
| Azulejos de la Dolores Otero      | 2010      | Oswaldo Verdugo  | Parque Gonzalo "Sansón" Novelo                                         |
| Constructores de Cordemex         | 2010      | Leobardo Arauz   | Campo de la Colonia Cordemex                                           |
| Diablos de la Bojórquez           | 2010      | Antonio Aguilera | Parque "Miguel Cerdeña León"                                           |
| Rookies de la Marista             | 2010      | Luis Navarro     | Campo de la Comisaría de Caucel Campo de la Comisaría de Chichí Suárez |
| Senadores de la Morelos           | 2010      | José Caballero   | Campo de la Colonia Morelos                                            |
| Zorros de Pacabtún                | 2010      | César Díaz       | Parque "Manuel Loría Rivero"                                           |

## Posiciones
- Actualizadas las posiciones al 29 de diciembre de 2018.

| Liga Meridana de Invierno    | Liga Meridana de Invierno | Liga Meridana de Invierno | Liga Meridana de Invierno | Liga Meridana de Invierno | Liga Meridana de Invierno |
| Equipo                       | JJ                        | JG                        | JP                        | JE                        | JV                        |
| ---------------------------- | ------------------------- | ------------------------- | ------------------------- | ------------------------- | ------------------------- |
| Rookies de la Marista        | 19                        | 11                        | 8                         | 0                         | -                         |
| Azulejos de La Dolores Otero | 19                        | 10                        | 9                         | 0                         | 1                         |
| Zorros de Pacabtún           | 19                        | 10                        | 9                         | 0                         | 1                         |
| Senadores de la Morelos      | 18                        | 9                         | 8                         | 1                         | 2.5                       |
| Diablos de La Bojórquez      | 18                        | 8                         | 9                         | 1                         | 3.5                       |
| Constructores de Cordemex    | 19                        | 7                         | 12                        | 0                         | 4                         |

| Clasificado a los playoffs |

## Juego de Estrellas
El Juego de Estrellas de la LMI se realizó el sábado 15 de diciembre en el Campo de la Comisaría de Chichí Suárez, casa de los Rookies de la Marista. En dicho encuentro la Selección Géner Rivero se impuso a la Selección Carlos Paz con marcador de 11-8. Carlos Sansores de los Senadores de la Moreos fue elegido como el jugador más valioso del encuentro.
El Juego de Estrellas 2018 fue transmitido en vivo por radio por la frecuencia de la La Comadre; al igual que Home Run Derby.

### Tirilla
| Equipo                 | 1 | 2 | 3 | 4 | 5 | 6 | 7 | 8 | 9 | C | H | E |
| ---------------------- | - | - | - | - | - | - | - | - | - | - | - | - |
| Selección Géner Rivero | 0 | 0 | 0 | 0 | 0 | 0 | 0 | 0 | 0 | 0 | 0 | 0 |
| Selección Carlos Paz   | 0 | 0 | 0 | 0 | 0 | 0 | 0 | 0 | 0 | 0 | 0 | 0 |
| G: ; P: ; SV:          |   |   |   |   |   |   |   |   |   |   |   |   |
| HR: No hubo.           |   |   |   |   |   |   |   |   |   |   |   |   |

### Home Run Derby
El Home Run Derby se realizó a las 12:30 horas del ￼mismo día que el Juego de estrellas, al cual acudieron los líderes de cuadrangulares del circuito. El mexicano Luis Mauricio Suárez de los Diablos de la Bojórquez conectó ocho cuadrangulares en la 2.ª ronda para superar a Carlos Sansores de los Senadores de la Morelos, quien conectó siete cuadrangulares, y a los cubanos Yansiel Agete y Jorge Tartabull quienes dieron 6 y 5 palos, respectivamente

#### Jugadores participantes
| Nombre            | Equipo                       | HR |
| ----------------- | ---------------------------- | -- |
| Osniel Madera     | Azulejos de la Dolores Otero | 14 |
| Fernando Martínez | Zorros de Pacabtún           | 11 |
| Oswaldo Cabrera   | Rockies de Caucel            | 8  |
| Jesús García      | Senadores de la Morelos      | 8  |
| Reyner Romero     | Azulejos de la Dolores Otero | 8  |
| Ricardo Vázquez   | Constructores de Cordemex    | 7  |

NOTA: Home runs al 26 de noviembre de 2016.

#### Tabla de posiciones
| Jugador              | Equipo                       | 1.ª Ronda | Final | Total |
| -------------------- | ---------------------------- | --------- | ----- | ----- |
| Luis Mauricio Suárez | Diablos de la Bojórquez      | 15        | 8     | 23    |
| Carlos Sansores      | Senadores de la Morelos      | 14        | 7     | 21    |
| Yansiel Agete        | Diablos de la Bojórquez      | 9         | 6     | 15    |
| Jorge Tartabull      | Azulejos de la Dolores Otero | 8         | 5     | 13    |
| Osniel Madera        | Azulejos de la Dolores Otero | 6         | -     | 6     |
| Amaury Cazaña        | Rookies de la Marista        | 6         | -     | 6     |
| Humberto Sosa        | Rookies de la Marista        | 6         | -     | 6     |
| Víctor Mercedes      | Zorros de Pacabtún           | 6         | -     | 6     |

## Playoffs
|  | Semifinales | Semifinales   | Semifinales |          |   | Final   | Final | Final |  |
|  |             |               |             |          |   |         |       |       |  |
|  |             |               |             |          |   |         |       |       |  |
|  | 4           | Morelos       | 2           |          |   |         |       |       |  |
|  | 4           | Morelos       | 2           |          |   |         |       |       |  |
|  | 1           | Marista       | 0           |          |   |         |       |       |  |
|  | 1           | Marista       | 0           |          | 4 | Morelos | 2     |       |  |
|  |             |               |             |          | 4 | Morelos | 2     |       |  |
|  |             |               | 3           | Pacabtún | 0 |         |       |       |  |
|  | 3           | Pacabtún      | 3           | Pacabtún | 0 | 2       |       |       |  |
|  | 3           | Pacabtún      |             |          |   | 2       |       |       |  |
|  | 2           | Dolores Otero | 0           |          |   |         |       |       |  |
|  | 2           | Dolores Otero | 0           |          |   |         |       |       |  |
|  |             |               |             |          |   |         |       |       |  |

### Semifinales
| Equipo                                                             | 1 | 2 | 3 | 4 | 5 | 6 | 7 | 8 | 9 | C  | H  | E |
| ------------------------------------------------------------------ | - | - | - | - | - | - | - | - | - | -- | -- | - |
| Morelos                                                            | 3 | 4 | 0 | 3 | 0 | 0 | 0 | 0 | 0 | 12 | 10 | # |
| Marista                                                            | 0 | 0 | 3 | 0 | 0 | 0 | 0 | 0 | X | 3  | #  | 5 |
| G: Arturo Florentino (1-0); P: Danilo de Jesús (0-1); SV: No hubo. |   |   |   |   |   |   |   |   |   |    |    |   |
| HR: MAR - Humberto Sosa (1).                                       |   |   |   |   |   |   |   |   |   |    |    |   |

| Equipo                                                                  | 1 | 2 | 3 | 4 | 5 | 6 | 7 | 8 | 9 | C | H | E |
| ----------------------------------------------------------------------- | - | - | - | - | - | - | - | - | - | - | - | - |
| Marista                                                                 | 0 | 0 | 2 | 0 | 2 | 0 | 0 | 0 | 1 | 5 | 8 | # |
| Morelos                                                                 | 1 | 1 | 0 | 5 | 0 | 1 | 0 | 0 | X | 8 | 9 | # |
| G: Felipe Arredondo (1-0); P: Noé Aldrete (0-1); SV: Mario Jiménez (1). |   |   |   |   |   |   |   |   |   |   |   |   |
| HR: MAR - Humberto Sosa (2); MOR - Carlos Pisté (1), Jeremy Acey (1).   |   |   |   |   |   |   |   |   |   |   |   |   |

| Equipo | 1 | 2 | 3 | 4 | 5 | 6 | 7 | 8 | 9 | C  | H | E |
| --- | - | - | - | - | - | - | - | - | - | -- | - | - |
| Pacabtún | 0 | 0 | 0 | 0 | 8 | 3 | 0 | 2 | 0 | 13 | # | # |
| Dolores Otero | 0 | 0 | 0 | 0 | 4 | 2 | 0 | 0 | 0 | 6  | # | # |
| G: Miguel Cárdenas (1-0); P: Fernando Villalobos (0-1); SV: No hubo. |   |   |   |   |   |   |   |   |   |    |   |   |
| HR: DOL - Oswaldo Morejón (1), Osniel Maderas (1), Sóstenes Verdugo (1) Wilberth Buenfil (1); PAC - Victor Mercedes (1 y 2), Cristopher Escarrega (1), Emilio López (1). |   |   |   |   |   |   |   |   |   |    |   |   |

| Equipo                                                    | 1 | 2 | 3 | 4 | 5 | 6 | 7 | 8 | 9 | C | H | E |
| --------------------------------------------------------- | - | - | - | - | - | - | - | - | - | - | - | - |
| Dolores Otero                                             | 1 | 0 | 0 | 0 | 0 | 0 | 0 | 0 | 1 | 2 | 7 | # |
| Pacabtún                                                  | 2 | 0 | 0 | 0 | 0 | 0 | 0 | 0 | 1 | 3 | 6 | # |
| G: Kenny Torres (1-0); P: Carlos Pech (0-1); SV: No hubo. |   |   |   |   |   |   |   |   |   |   |   |   |
| HR: No hubo                                               |   |   |   |   |   |   |   |   |   |   |   |   |

### Final

#### Morelos vs. Pacabtún

##### Juego 1
12 de enero de 2019; Parque "Manuel Loría Rivero", Mérida, Yucatán.
| Equipo | 1 | 2 | 3 | 4 | 5 | 6 | 7 | 8 | 9 | C  | H  | E |
| --- | - | - | - | - | - | - | - | - | - | -- | -- | - |
| Morelos | 1 | 0 | 1 | 2 | 2 | 1 | 0 | 3 | 0 | 10 | 15 | 0 |
| Pacabtún | 0 | 0 | 0 | 1 | 1 | 2 | 0 | 0 | 0 | 4  | 9  | 3 |
| G: Felipe Arredondo (2-0); P: Ariel Gracia (0-1); SV: No hubo.                                                 |   |   |   |   |   |   |   |   |   |    |    |   |
| HR: MOR - Jeremy Acey (1), Jonathan Rosado (1), Ramón Lunar (1), Carlos Pisté (1); PAC - Victor Mercedes (3),. |   |   |   |   |   |   |   |   |   |    |    |   |

- Morelos lidera la serie 1-0.

| Predecesor: LMI 2017 | Temporadas de la LMI LMI 2018-19 | Sucesor: LMI 2019-20 |

- Datos: Q60967956